# Croix de La Loyère
La croix de La Loyère est une croix monumentale située sur le territoire de la commune de Fragnes-La Loyère dans le département français de Saône-et-Loire et la région Bourgogne-Franche-Comté.

## Historique
Elle fait l'objet d'une inscription au titre des monuments historiques depuis le 10 octobre 1986.